# بينيكارنيسيوغ (أنغلزي)
بينيكارنيسيوغ (بالإنجليزية: Pencarnisiog)‏ هي منطقة سكنية تقع في ويلز في أنغلزي.